# Diocesi di Vaga
La diocesi di Vaga (in latino Dioecesis Vagensis) è una sede soppressa e sede titolare della Chiesa cattolica.

## Storia
Vaga, corrispondente alla città di Béja nell'odierna Tunisia, è un'antica sede episcopale della provincia romana dell'Africa Proconsolare, suffraganea dell'arcidiocesi di Cartagine.
Sono tre i vescovi documentati di Vaga. Liboso prese parte al concilio cartaginese dell'autunno 254 e a quello di settembre 256 relativo alla validità del battesimo amministrato dagli eretici, e figura al 30º posto nelle Sententiae episcoporum. Liboso subì il martirio nel 258 e il suo nome è ricordato nel martirologio romano alla data del 29 dicembre.
Alla conferenza di Cartagine del 411, che vide riuniti assieme i vescovi cattolici e donatisti dell'Africa romana, presero parte il cattolico Ampelio e l'ex donatista Primulo, che prima della conferenza si era convertito al cattolicesimo.
Dal XIX secolo Vaga è annoverata tra le sedi vescovili titolari della Chiesa cattolica; dal 5 luglio 2017 il vescovo titolare è Antonín Basler, vescovo ausiliare di Olomouc.

## Cronotassi

### Vescovi
- San Liboso † (prima del 254 - 258 deceduto)
- Ampelio † (menzionato nel 411)
- Primulo † (menzionato nel 411)

### Vescovi titolari
- Cesar Jean Schang, O.F.M. † (22 maggio 1894 - 9 settembre 1911 deceduto)
- Daniel Cohalan † (25 maggio 1914 - 29 agosto 1916 nominato vescovo di Cork)
- Jean Forbes, M.Afr. † (17 novembre 1917 - 13 marzo 1926 deceduto)
- Philippe Zhao Huai-yi (Tchao) † (24 giugno 1926 - 14 ottobre 1927 deceduto)
- Anton Theodor Fortunatus Spruit, O.F.M. † (22 dicembre 1927 - 12 luglio 1943 deceduto)
- Victor Alphonse Marie Sartre, S.I. † (11 marzo 1948 - 14 settembre 1955 nominato arcivescovo di Tananarive)
- Bolesław Kominek † (1º dicembre 1956 - 19 marzo 1962 nominato arcivescovo titolare di Eucaita)
- André Rousset † (7 febbraio 1963 - 9 ottobre 1966 nominato vescovo di Pontoise)
- Józef Gucwa † (21 dicembre 1968 - 8 marzo 2004 deceduto)
- André Gazaille (11 febbraio 2006 - 11 luglio 2011 nominato vescovo di Nicolet)
- Antonín Basler, dal 5 luglio 2017